# Phare de Los Frailes
Le phare de Los Frailes est un phare actif situé sur une des îles de l'archipel de Los Frailes, dans les Dépendances fédérales (Antilles vénézuéliennes) au Venezuela.
Le phare appartient à la marine vénézuélienne et il est géré par l'Oficina Coordinadora de Hidrografía y Navegación (Ochina).

## Histoire
Le  phare  est situé sur l'archipel de Los Frailes qui se trouve à environ 16 km au nord-est de l'île Margarita. Elle n'est accessible qu'en bateau.

## Description
Ce phare est une tour métallique quadrangulaire à claire-voie, avec une galerie et lanterne de 12 m de haut. Le phare est peint en bandes rouges et blanches. Il émet, à une hauteur focale de 160 m, un éclat blanc de 0.7 seconde par période de 10 secondes. Sa portée est de 13 milles nautiques (environ 24 km).
Il porte un radar Racon émettant la lettre T.
Identifiant : ARLHS : VEN-... - Amirauté : J6508.5 - NGA : 17153 .

## Caractéristique dufeu maritime
Fréquence : 10 secondes (W)
- Lumière : 0.7 seconde
- Obscurité : 19.3 secondes

### Lien connexe
- Liste des phares du Vénézuela